# بطولة الأمم الرئيسية 1909
بطولة الأمم الرئيسية 1909 (بالإنجليزية: 1909 Home Nations Championship)‏ هو الموسم 27 من  بطولة الأمم الرئيسية. كان عدد الأندية المشاركة فيه  4، وفاز فيه منتخب ويلز الوطني لاتحاد الرغبي.